# Swartzia apetala
Swartzia apetala är en ärtväxtart som beskrevs av Giuseppe Raddi. Swartzia apetala ingår i släktet Swartzia och familjen ärtväxter.

## Underarter
Arten delas in i följande underarter:
- S. a. apetala
- S. a. blanchetii
- S. a. glabra
- S. a. subcordata

## Bildgalleri

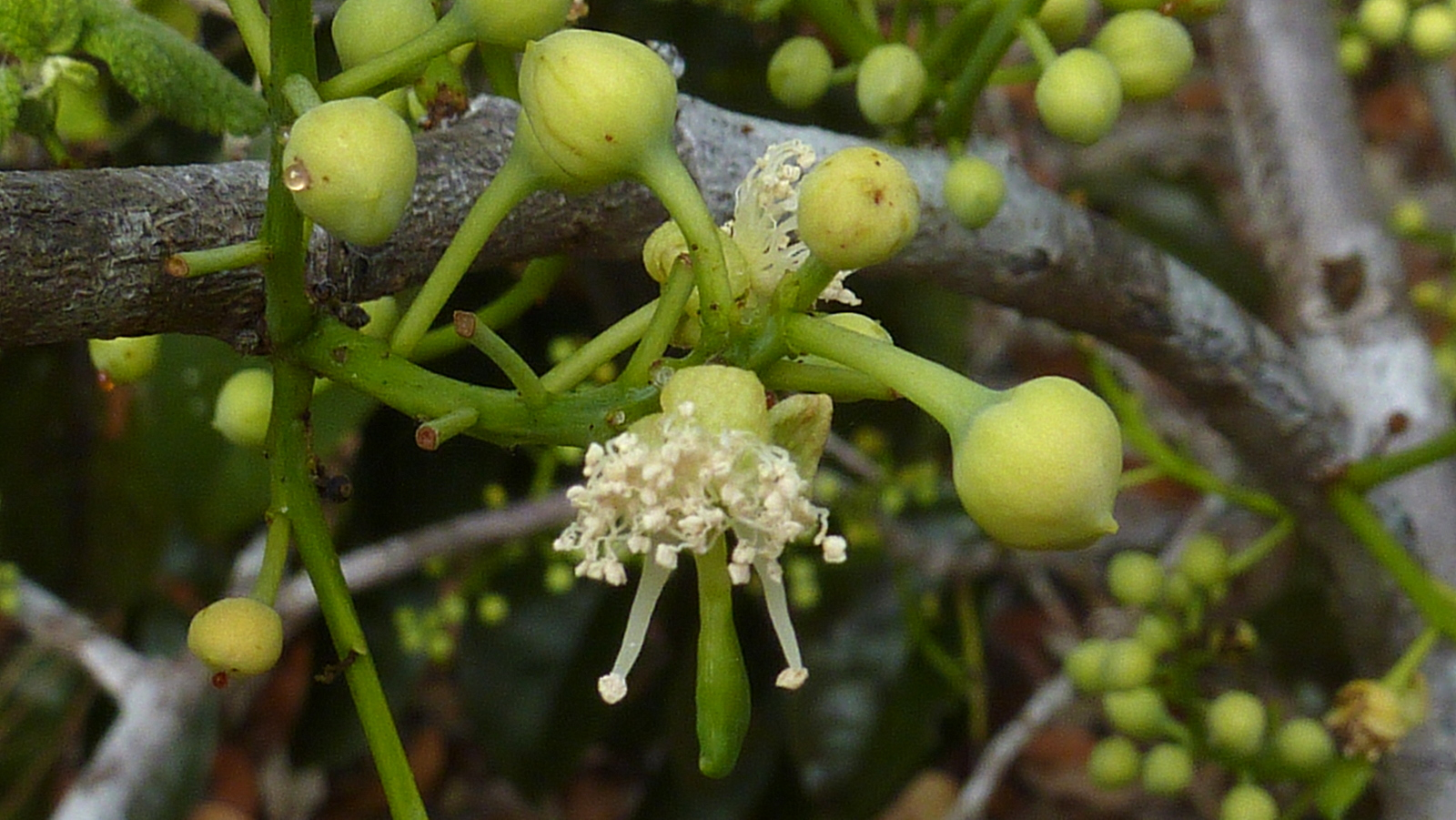